# Jeanne Didring
Marie Johanne (Jeanne) Didring, född Rye 5 februari 1851 i Middelfart, Danmark, död 29 juli 1938 i Stockholm, var en dansk-svensk konstnär.
Hon var dotter till fotografen Carl Edvard Emil Rye och Adelgunde Stricker samt gift första gången med direktör Niels Ludvig Martin Smith, från vilken hon skildes 1895, och andra gången från 1899 med Ernst Didring. 
Hennes konst består av stilleben, interiörer, och landskapsmålningar från Danmark och Skåne. Hon medverkade i utställningar med Konstföreningen för södra Sverige och med konstnärsgruppen De Frie i Stockholm ett flertal gånger.